# Особняк Милана Пирочанца
Особняк Милана Пирочанца (серб. Кућа Милана Пироћанца), находящийся в Белграде, на пересечении улиц Французская и Симина, признан памятником культуры

## Архитектура
Особняк, построенный примерно в 1884 году для Милана Пирочанца, предположительно по проекту архитектора Йована Илкича, является типичным примером представительной городской архитектуры того времени. Пирочанац на строительство своего дома, как говорил своему другу Милану Миличевичу, расходовал деньги, полученные от продажи земли за 4000 дукатов, кроме этому взял в долг 75000 франков у Лендер банка.
Представительный эффект проекта в духе в то время господствующего стиля академизма с элементами неоренессанса в отделке фасадов, выполненной в форме особняка — вилы, достигнут применением симметрической композиции плана и пышной декоративной отделкой фасадов. В 1934 году была достроена мансарда. Особую ценность оштукатуренном фасаде придавал декоративный фриз, установленный широкой полосой между окнами второго этажа, выполненных техникой сграффито, который в результате ремонта был уничтожен.
Общей впечатление роскоши интерьеров дополняют гипсовая лепка потолков и стен, перила из кованого железа и детали мебели, выполненные с высоким мастерством. В этом доме велась значительная часть политической и общественной жизни Белграда и Сербии конца XIX века. Здание потом было использовано для целей дипломатических представительств, и с Второй мировой войны в ней находится Союз писателей Сербии.
В этом доме:
- С 1884 по 1901 жила семья Пирочанац
- С 1901 по 1914 было размещено посольство Турции
- С 1919 по 1934 было размещено американское посольство
- С 1934 по 1940 Автоклуб Королевства Югославия
- Потом Союз писателей Сербии, Союз писателей Югославии, «Литературная газета», «Современник», Ассоциация переводчиков и Клуб писателей.

## Галерея

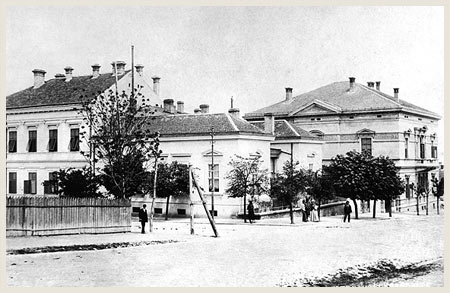
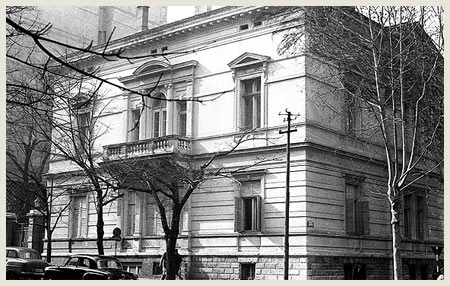
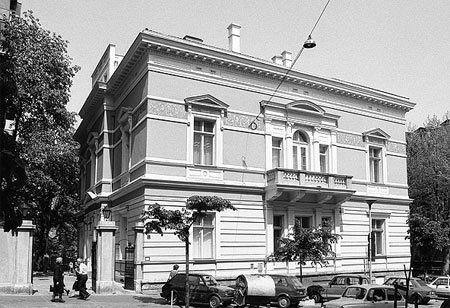
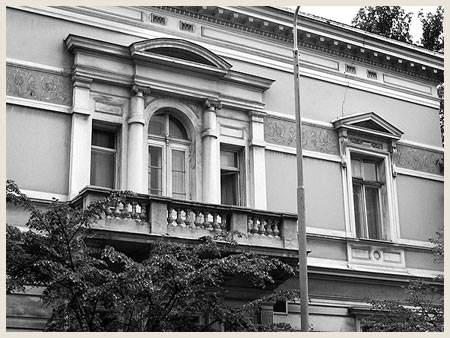
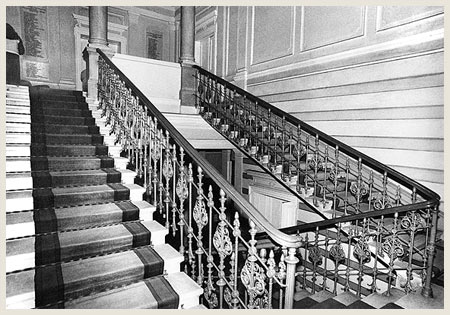